# 長孫仁 (代國)
長孫仁，胡姓拔拔氏，或拓跋氏，在代王拓跋什翼犍時，為鮮卑拓跋部南部大人，其子長孫嵩。可能即是拓跋沙莫雄。

## 生平
長孫仁的記載不多，據《魏書》，在拓跋什翼犍在位時，長孫仁為南部大人。之後由其子長孫嵩繼承。

## 姓氏
其子孫在北魏孝文帝時改姓為長孫氏。在唐朝至宋朝間，追記他的姓氏為長孫氏。長孫仁在世時可能使用鮮卑姓名，由後世子孫將他加上漢人姓名。
據《新唐書》，長孫嵩父親為拓跋沙莫雄，為拓跋鬱律長子，拓跋什翼犍之兄。胡三省認為，拓跋沙莫雄出自拓跋氏，改名為拔拔仁，為拔拔氏，即長孫仁。
美國學者Jennifer Holmgren認為在北魏道武帝時代才分化出拔拔氏與長孫氏，在長孫仁時代，可能仍為拓跋氏。

## 現代考證
學者Jennifer Holmgren接受胡三省說法，認為長孫氏源自拓跋沙莫雄，即長孫仁。